# Hemopoetikus őssejtek
A hemopoetikus őssejtek (HSCs, Hematopoetic Stem Cells) azok a vérképző őssejtek, amelyek létrehozzák a többi vérsejteket.
Létrehozzák a:
mieloid sejteket,
amik a csontvelőben képződnekmonocitákat, makrófágokat, neutrofileket, bazofileket, eozinofileket, vörösvérsejteket, megakariocitákat, trombocitákat, dendritikus sejteket, és a 
nyirok sejteket
T-sejteket, B-sejteket, NK-sejteket.
A vérképző őssejtek meghatározása az elmúlt két évtizedben változott. A vérképző szövetek olyan sejteket tartalmaznak amelyek rövid- vagy hosszú távú regenerációs kapacitással rendelkeznek és multipotens, oligopotens és unipotens elődöket képeznek. Egy hemopoetikus őssejt 10.000 mieloid sejtet képes létrehozni a vérképző mieloid szövetben.